# NGC 2544
NGC 2544 (другие обозначения — UGC 4327, IRAS08159+7409, MCG 12-8-34, KCPG 160A, MK 87, KUG 0815+741, ZWG 331.36, PGC 23453) — спиральная галактика с перемычкой (SBa) в созвездии Жираф.
В галактике наблюдается повышенное ультрафиолетовое излучение, и потому её относят к галактикам Маркаряна. Причиной является всплеск звездообразования из-за взаимодействия с соседними галактиками.
Этот объект входит в число перечисленных в оригинальной редакции «Нового общего каталога».